# Aron Dahlqvist
Aron Dahlqvist (né le 22 février 2007 à Gävle en Suède) est un joueur professionnel suédois de hockey sur glace. Il évolue à la position de défenseur.

## Statistiques
| Saison    | Équipe        | Ligue     |    | Saison régulière | Saison régulière | Saison régulière | Saison régulière | Saison régulière |   | Séries éliminatoires | Séries éliminatoires | Séries éliminatoires | Séries éliminatoires | Séries éliminatoires |
| Saison    | Équipe        | Ligue     | PJ | B                | A                | Pts              | Pun              | PJ               | B | A                    | Pts                  | Pun                  |                      |                      |
| 2023-2024 | Brynäs IF U20 | SuperElit | 11 | 1                | 0                | 1                | 2                | -                | - | -                    | -                    | -                    |                      |                      |
| 2024-2025 | Brynäs IF U20 | SuperElit | 37 | 2                | 10               | 12               | 43               | 5                | 0 | 0                    | 0                    | 8                    |                      |                      |
| 2024-2025 | Brynäs IF     | SHL       | 16 | 0                | 0                | 0                | 0                | -                | - | -                    | -                    | -                    |                      |                      |